# Renato Tofani
Renato Tofani (Roma, 19 maggio 1914 – ...) è stato un calciatore e allenatore di calcio italiano, di ruolo difensore.

## Carriera

### Giocatore
Cresciuto calcisticamente nelle giovanili della Roma, nel 1937 viene ceduto alla Lazio, ma non riuscì mai ad esordire in prima squadra, collezionando solo presenze nella squadra riserve della società biancoceleste.

Nel 1939 fu ceduto al Brindisi, dove disputò il campionato di Serie C.

Dopo la guerra, durante la quale fu anche fatto prigioniero, disputò sempre campionati di Serie C. Nel maggio del 1946 si accasò al Foligno, e nell'agosto dello stesso anno venne ceduto alla Viterbese, mentre nel 1947 passò al Frosinone dove ebbe il doppio ruolo di giocatore-allenatore, ritirandosi dal calcio giocato a fine stagione.

### Allenatore
Dopo il doppio ruolo di giocatore-allenatore del Frosinone, nel 1948 siede sulla panchina del Formia, mentre l'anno successivo è chiamato a Torre Annunziata alla guida della Torrese, dove ha in rosa Klein, Kaffenigg e Secondo Rossi. Dalla stessa società sarà richiamato nel 1952, dove alla 20ª giornata sostituisce Ruggero Zanolla, dopo aver guidato nel frattempo Avellino e Latina.
Successivamente è chiamato sulla panchina dello Stabia appena retrocesso dalla Serie B, e dopo un anno in IV Serie al Melfi, guida in Serie C Campobasso e Marsala, con l'intermezzo di pochi mesi al Brindisi in Serie D quando viene esonerato a favore di Raffaele Pierini.
Nel 1963 approda al Taranto, che guiderà a fasi alterne fino al 1967, per poi essere richiamato a guidarlo dal 1969 al 1970 nel campionato cadetto, dopo la breve parentesi al Powerlines di Johannesburg in Sudafrica del 1968.
Nel marzo del 1971 allena nuovamente fuor dall'Italia, precisamente nel Canada, dove è chiamato alla guida del Montréal Olympique, squadra canadese della NASL, la massima serie calcistica americana, dove porterà con sé Francesco Gallina, da cui si dimetterà dopo pochi mesi.
Ritorna al Taranto nel 1973, ricoprendo la carica di Segretario Generale.